# Funk Uhr
Die Funk Uhr ist eine von der Mediengruppe Klambt wöchentlich herausgegebene Fernsehzeitschrift. Sie erschien erstmals im November 1952 beim Dortmunder Union-Verlag, welcher die Funk Uhr ursprünglich als „Illustrierte Funk-Zeitung“ konzipiert hatte.

## Geschichte
1967 wurde der Titel vom Springer-Verlag erworben. 1979 betrug die Druckauflage 2.673.000 Exemplare – derzeit werden wöchentlich noch rund 518.000 Exemplare abgesetzt.
Redaktionsleiterin der Funk Uhr ist seit November 2011, wie auch bei Bildwoche und TV neu, Bettina Plickert. Christian Hellmann und Herbert Martin sind als Chefredakteure verantwortlich.
Am 1. Januar 2014 wurde die Funk Uhr zusammen mit anderen Zeitschriften der Axel Springer SE an die Funke Mediengruppe verkauft. Um die Auflagen des Bundeskartellamtes zu erfüllen, musste sich die Funke Mediengruppe von den Programmzeitschriften Funk Uhr, Bildwoche, TV Neu und die zwei trennen. Seit Mai 2014 gehört die Funk Uhr neben neun anderen Programmzeitschriften zur Mediengruppe Klambt.

## Ausrichtung und Inhalt
Laut Eigenaussage richtet sich die Funk Uhr speziell an die weibliche Leserschaft.
Die Funk Uhr erscheint in regionalisierten Ausgaben, in denen das Programm des jeweiligen Regionalsenders zwischen jenen der ARD, des ZDF und der Privatsender abgedruckt ist, während die Programme aller anderen Landesrundfunkanstalten weiter hinten gebündelt sind.